# Deildabikar kvenna
La Deildabikar kvenna, indicata anche come Lengjubikar kvenna per motivi di sponsorizzazione, è una competizione calcistica islandese sotto forma di coppa di lega riservata a formazioni di calcio femminile, che si tiene sotto l'egida della Federcalcio islandese (KSÍ).
Analoga alla Deildabikar, disputata da squadre maschili, è un torneo precampionato diviso in tre fasce, A, B e C, delle quali alla A accedono i dieci club classificati in Besta deild kvenna, il massimo campionato islandese di categoria, più i due promossi dalla 1. deild kvenna al termine della precedente edizione sportiva.
La detentrice del titolo è il Breiðablik, al suo nono trofeo, conquistato nella finale del 28 marzo 2025 superando le avversarie del Þór/KA con il risultato di 4-1 sul terreno del Kópavogsvöllur.

## Formula
La formula prevede la disputa di due gironi da sei squadre, con gare di sola andata, due semifinali a eliminazione diretta in gara unica e la finale, anch'essa in gara unica.
Nella prima fase ogni squadra di ciascun girone affronta in gara secca le avversarie, stilando una classifica basata sulla conquista di tre punti per ogni vittoria, un punto per il pareggio e nessun punto per la sconfitta.
Al termine delle cinque giornate accedono alla fase finale le prime due classificate di ogni girone, le quali poi si affrontano, prima del girone 1 con prima del girone 2 e, di conseguenza, seconda dei girone 1 e seconda del girone 2, ad eliminazione diretta fino ad affrontarsi in finale le due vincitrici.

## Risultati

### Finali
| Anno      | Vincitore                                      | Risultato                                      | Finalista                                      |
| --------- | ---------------------------------------------- | ---------------------------------------------- | ---------------------------------------------- |
| 1996      | Breiðablik (1)                                 | 4 - 2                                          | Valur                                          |
| 1997      | Breiðablik (2)                                 | 2 - 0                                          | KR Reykjavík                                   |
| 1998      | Breiðablik (3)                                 | 3 - 2                                          | Valur                                          |
| 1999      | KR Reykjavík (1)                               | 4 - 0                                          | Stjarnan                                       |
| 2000      | KR Reykjavík (2)                               | 8 - 2                                          | Valur                                          |
| 2001      | Breiðablik (4)                                 | 1 - 1 (dts) (4-2 dtr)                          | Valur                                          |
| 2002      | KR Reykjavík (3)                               | 4 - 0                                          | Valur                                          |
| 2003      | Valur (1)                                      | 4 - 1                                          | Breiðablik                                     |
| 2004      | ÍBV Vestmannæyja (1)                           | 3 - 1                                          | Valur                                          |
| 2005      | Valur (2)                                      | 6 - 1                                          | KR Reykjavík                                   |
| 2006      | Breiðablik (5)                                 | 2 - 1                                          | Valur                                          |
| 2007      | Valur (3)                                      | 2 - 1                                          | KR Reykjavík                                   |
| 2008      | KR Reykjavík (4)                               | 4 - 0                                          | Valur                                          |
| 2009      | Þór/KA (1)                                     | 3 - 2                                          | Stjarnan                                       |
| 2010      | Valur (4)                                      | 2 - 0                                          | Fylkir                                         |
| 2011      | Stjarnan (1)                                   | 2 - 1                                          | Valur                                          |
| 2012      | Breiðablik (6)                                 | 3 - 2                                          | Valur                                          |
| 2013      | Stjarnan (2)                                   | 4 - 0                                          | Valur                                          |
| 2014      | Stjarnan (3)                                   | 3 - 0                                          | Breiðablik                                     |
| 2015      | Stjarnan (4)                                   | 3 - 0                                          | Breiðablik                                     |
| 2016      | ÍBV Vestmannæyja (2)                           | 3 - 2                                          | Breiðablik                                     |
| 2017      | Valur (5)                                      | 2 - 1                                          | Breiðablik                                     |
| 2018      | Þór/KA (2)                                     | 2 - 2 (dts) (4-2 dtr)                          | Stjarnan                                       |
| 2019      | Breiðablik (7)                                 | 3 - 1                                          | Valur                                          |
| 2020-2021 | Non disputate, pandemia di COVID-19 in Islanda | Non disputate, pandemia di COVID-19 in Islanda | Non disputate, pandemia di COVID-19 in Islanda |
| 2022      | Breiðablik (8)                                 | 2 - 1                                          | Stjarnan                                       |
| 2023      | Stjarnan (5)                                   | 2 - 2 (dts) (5-4 dtr)                          | Þór/KA                                         |
| 2024      | Valur (6)                                      | 2 - 1                                          | Breiðablik                                     |
| 2025      | Breiðablik (9)                                 | 4 - 1                                          | Þór/KA                                         |

## Statistiche

### Vincitrici e finaliste
| Squadra          | Numero di vittorie | Edizioni vinte                                       | Finali perse                                                           |
| ---------------- | ------------------ | ---------------------------------------------------- | ---------------------------------------------------------------------- |
| Breiðablik       | 9                  | 1996, 1997, 1998, 2001, 2006, 2012, 2019, 2022, 2025 | 2003, 2014, 2015, 2016, 2017, 2024                                     |
| Valur            | 6                  | 2003, 2005, 2007, 2010, 2017, 2024                   | 1996, 1998, 2000, 2011, 2002, 2004, 2006, 2008, 2011, 2012, 2013, 2019 |
| Stjarnan         | 5                  | 2011, 2013, 2014, 2015, 2023                         | 2009, 2018, 2022                                                       |
| KR Reykjavík     | 4                  | 1999, 2000, 2002, 2008                               | 2005, 2007                                                             |
| ÍBV Vestmannæyja | 2                  | 2004, 2016                                           |                                                                        |
| Þór/KA           | 2                  | 2009, 2018                                           | 2023, 2025                                                             |
| Fylkir           | —                  | —                                                    | 2010                                                                   |